# Zucchine alla scapece
Zucchine alla scapece là món ăn đặc trưng của ẩm thực Napoli.

## Thành phần
Món ăn được chế biến từ những quả bí ngòi kích cỡ khá lớn, được cắt thành từng lát tròn và nêm giấm, tỏi và lá bạc hà tươi  .